# Tribuno consolare
I tribuni militum consulari potestate (tribuni militari con potestà consolare) o più brevemente tribuni consolari, erano eletti con potere consolare durante il cosiddetto "conflitto degli ordini" che si scatenò nella Repubblica romana nell'anno 444 a.C. e poi si riaccese dall'anno 398 a.C. al 394 a.C. e, dopo un breve interludio, dall'anno 391 a.C. fino al 367 a.C.
Secondo Tito Livio e Dionigi di Alicarnasso la magistratura dei tribuni militum consulari potestate fu creata nel periodo del conflitto degli ordini assieme alla carica di censore allo scopo di permettere all'ordine plebeo l'accesso alle più alte cariche del governo senza per questo dover riformare la carica di console che il patriziato difendeva come riservata al suo ordine. Con l'introduzione della figura del tribuno consolare si oltrepassava il problema formale pur dando alla plebe l'accesso al massimo potere.
Nonostante la prima nomina sia avvenuta nel 444 a.C. occorre aspettare il 400 a.C., perché si possa registrare la nomina di un plebeo, Publio Licinio Calvo Esquilino, alla magistratura del tribunato consolare.
(Tito Livio, "Ab Urbe Condita", V, 12.)
Sembra che la scelta della forma di governo di un dato anno - consoli o tribuni consolari - fosse affidata al popolo al momento delle elezioni e quindi si osservano anni in cui Roma era guidata da consoli e altri in cui la guida era affidata ai tribuni consolari. Molto probabilmente la scelta avveniva scegliendo le "persone" più che i "tipi di carica" in relazione alla capacità dei singoli candidati di attrarre i voti delle tribù.
Il numero dei tribuni consolari variò da 3 a 6. Inoltre, poiché venivano considerati anche colleghi dei censori, talvolta si parla di "otto tribuni".
L'elezione dei tribuni consolari ebbe termine quando, nel 367 a.C. con l'approvazione delle leges Liciniae Sextiae, la plebe riuscì ad ottenere l'accesso alla carica di console, accesso che fu poi regolamentato dalla lex Genucia approvata nel 342 a.C.

## Tribuni consolari per anno
| Anno a.C.                                            | Nomi dei tribuni consolari                                         | Nomi dei tribuni consolari                                         | Nomi dei tribuni consolari                                         | Nomi dei tribuni consolari                   | Nomi dei tribuni consolari                    | Nomi dei tribuni consolari                    | Nomi dei tribuni consolari                    | Nomi dei tribuni consolari                    | Nomi dei tribuni consolari                        | Nomi dei tribuni consolari                        | Nomi dei tribuni consolari                        | Nomi dei tribuni consolari                        | Ab Urbe condita libri |
| 444 a.C.’                                            | Aulo Sempronio Atratino •                                          | Aulo Sempronio Atratino •                                          | Aulo Sempronio Atratino •                                          | Aulo Sempronio Atratino •                    | (Tito) Lucio Atilio Lusco •                   | (Tito) Lucio Atilio Lusco •                   | (Tito) Lucio Atilio Lusco •                   | (Tito) Lucio Atilio Lusco •                   | Tito Clelio Siculo •                              | Tito Clelio Siculo •                              | Tito Clelio Siculo •                              | Tito Clelio Siculo •                              | Libro IV, 7           |
| 443 a.C. - 439 a.C.: Elezione dei consoli            |                                                                    |                                                                    |                                                                    |                                              |                                               |                                               |                                               |                                               |                                                   |                                                   |                                                   |                                                   |                       |
| 438 a.C.                                             | Lucio Quinzio Cincinnato • I                                       | Lucio Quinzio Cincinnato • I                                       | Lucio Quinzio Cincinnato • I                                       | Lucio Quinzio Cincinnato • I                 | Mamerco Emilio Mamercino •                    | Mamerco Emilio Mamercino •                    | Mamerco Emilio Mamercino •                    | Mamerco Emilio Mamercino •                    | Lucio Giulio Iullo •                              | Lucio Giulio Iullo •                              | Lucio Giulio Iullo •                              | Lucio Giulio Iullo •                              | Libro IV, 16          |
| 437 a.C. - 435 a.C. o 434 a.C.: Elezione dei consoli |                                                                    |                                                                    |                                                                    |                                              |                                               |                                               |                                               |                                               |                                                   |                                                   |                                                   |                                                   |                       |
| 434 a.C.                                             | (Servio Cornelio Cosso) •                                          | (Servio Cornelio Cosso) •                                          | (Servio Cornelio Cosso) •                                          | (Servio Cornelio Cosso) •                    | (Marco Manlio Capitolino) •                   | (Marco Manlio Capitolino) •                   | (Marco Manlio Capitolino) •                   | (Marco Manlio Capitolino) •                   | (Quinto Sulpicio Camerino Pretestato) •           | (Quinto Sulpicio Camerino Pretestato) •           | (Quinto Sulpicio Camerino Pretestato) •           | (Quinto Sulpicio Camerino Pretestato) •           | ?                     |
| 433 a.C.                                             | Marco Fabio Vibulano •                                             | Marco Fabio Vibulano •                                             | Marco Fabio Vibulano •                                             | Marco Fabio Vibulano •                       | Marco Folio Flaccinatore •                    | Marco Folio Flaccinatore •                    | Marco Folio Flaccinatore •                    | Marco Folio Flaccinatore •                    | Lucio Sergio Fidenate • I                         | Lucio Sergio Fidenate • I                         | Lucio Sergio Fidenate • I                         | Lucio Sergio Fidenate • I                         | Libro IV, 25          |
| 432 a.C.                                             | Lucio Furio Medullino • I                                          | Lucio Furio Medullino • I                                          | Lucio Furio Medullino • I                                          | Lucio Furio Medullino • I                    | Lucio Pinario Mamercino •                     | Lucio Pinario Mamercino •                     | Lucio Pinario Mamercino •                     | Lucio Pinario Mamercino •                     | Spurio Postumio Albo Regillense •                 | Spurio Postumio Albo Regillense •                 | Spurio Postumio Albo Regillense •                 | Spurio Postumio Albo Regillense •                 | Libro IV, 25          |
| 431 a.C. - 427 a.C.: Elezione dei consoli            |                                                                    |                                                                    |                                                                    |                                              |                                               |                                               |                                               |                                               |                                                   |                                                   |                                                   |                                                   |                       |
| 426 a.C.                                             | Aulo Cornelio Cosso •                                              | Aulo Cornelio Cosso •                                              | Aulo Cornelio Cosso •                                              | Tito Quinzio Peno Cincinnato • I             | Tito Quinzio Peno Cincinnato • I              | Tito Quinzio Peno Cincinnato • I              | Gaio Furio Pacilo Fuso •                      | Gaio Furio Pacilo Fuso •                      | Gaio Furio Pacilo Fuso •                          | Marco Postumio Albino Regillense • I              | Marco Postumio Albino Regillense • I              | Marco Postumio Albino Regillense • I              | Libro IV, 31          |
| 425 a.C.                                             | Lucio Quinzio Cincinnato • II                                      | Lucio Quinzio Cincinnato • II                                      | Lucio Quinzio Cincinnato • II                                      | Lucio Furio Medullino • II                   | Lucio Furio Medullino • II                    | Lucio Furio Medullino • II                    | Aulo Sempronio Atratino • I                   | Aulo Sempronio Atratino • I                   | Aulo Sempronio Atratino • I                       | Lucio Orazio Barbato •                            | Lucio Orazio Barbato •                            | Lucio Orazio Barbato •                            | Libro IV, 35          |
| 424 a.C.                                             | Lucio Sergio Fidenate • II                                         | Lucio Sergio Fidenate • II                                         | Lucio Sergio Fidenate • II                                         | Appio Claudio Crasso •                       | Appio Claudio Crasso •                        | Appio Claudio Crasso •                        | Spurio Nauzio Rutilo •                        | Spurio Nauzio Rutilo •                        | Spurio Nauzio Rutilo •                            | Sesto Giulio Iullo •                              | Sesto Giulio Iullo •                              | Sesto Giulio Iullo •                              | Libro IV, 35          |
| 423 a.C.: Elezione dei consoli                       |                                                                    |                                                                    |                                                                    |                                              |                                               |                                               |                                               |                                               |                                                   |                                                   |                                                   |                                                   |                       |
| 422 a.C.                                             | Lucio Manlio Capitolino •                                          | Lucio Manlio Capitolino •                                          | Lucio Manlio Capitolino •                                          | Lucio Manlio Capitolino •                    | Quinto Antonio Merenda •                      | Quinto Antonio Merenda •                      | Quinto Antonio Merenda •                      | Quinto Antonio Merenda •                      | Lucio Papirio Mugillano •                         | Lucio Papirio Mugillano •                         | Lucio Papirio Mugillano •                         | Lucio Papirio Mugillano •                         | Libro IV, 42          |
| 421 a.C.: Elezione dei consoli                       |                                                                    |                                                                    |                                                                    |                                              |                                               |                                               |                                               |                                               |                                                   |                                                   |                                                   |                                                   |                       |
| 420 a.C.                                             | Tito Quinzio Peno Cincinnato • II o Lucio Quinzio Cincinnato • III | Tito Quinzio Peno Cincinnato • II o Lucio Quinzio Cincinnato • III | Tito Quinzio Peno Cincinnato • II o Lucio Quinzio Cincinnato • III | Lucio Furio Medullino • III                  | Lucio Furio Medullino • III                   | Lucio Furio Medullino • III                   | Aulo Sempronio Atratino • II                  | Aulo Sempronio Atratino • II                  | Aulo Sempronio Atratino • II                      | Marco Manlio Vulsone •                            | Marco Manlio Vulsone •                            | Marco Manlio Vulsone •                            | Libro IV, 44          |
| 419 a.C.                                             | Agrippa Menenio Lanato • II                                        | Agrippa Menenio Lanato • II                                        | Agrippa Menenio Lanato • II                                        | Publio Lucrezio Tricipitino • I              | Publio Lucrezio Tricipitino • I               | Publio Lucrezio Tricipitino • I               | Spurio Nauzio Rutilo • I                      | Spurio Nauzio Rutilo • I                      | Spurio Nauzio Rutilo • I                          | Gaio Servilio (Strutto) Axilla • (I)?             | Gaio Servilio (Strutto) Axilla • (I)?             | Gaio Servilio (Strutto) Axilla • (I)?             | Libro IV, 44          |
| 418 a.C.                                             | Lucio Sergio Fidenate • III                                        | Lucio Sergio Fidenate • III                                        | Lucio Sergio Fidenate • III                                        | Lucio Sergio Fidenate • III                  | Marco Papirio Mugillano • I                   | Marco Papirio Mugillano • I                   | Marco Papirio Mugillano • I                   | Marco Papirio Mugillano • I                   | Gaio Servilio (Strutto) Axilla • I (II)?          | Gaio Servilio (Strutto) Axilla • I (II)?          | Gaio Servilio (Strutto) Axilla • I (II)?          | Gaio Servilio (Strutto) Axilla • I (II)?          | Libro IV, 45          |
| 417 a.C.                                             | Agrippa Menenio Lanato • III                                       | Agrippa Menenio Lanato • III                                       | Agrippa Menenio Lanato • III                                       | Publio Lucrezio Tricipitino • II             | Publio Lucrezio Tricipitino • II              | Publio Lucrezio Tricipitino • II              | Spurio Veturio Crasso Cicurino •              | Spurio Veturio Crasso Cicurino •              | Spurio Veturio Crasso Cicurino •                  | Gaio Servilio (Strutto) Axilla • II (III)?        | Gaio Servilio (Strutto) Axilla • II (III)?        | Gaio Servilio (Strutto) Axilla • II (III)?        | Libro IV, 47          |
| 416 a.C.                                             | Aulo Sempronio Atratino • III                                      | Aulo Sempronio Atratino • III                                      | Aulo Sempronio Atratino • III                                      | Marco Papirio Mugillano • II                 | Marco Papirio Mugillano • II                  | Marco Papirio Mugillano • II                  | Spurio Nauzio Rutilo • II                     | Spurio Nauzio Rutilo • II                     | Spurio Nauzio Rutilo • II                         | (Quinto Fabio Vibulano Ambusto • I)               | (Quinto Fabio Vibulano Ambusto • I)               | (Quinto Fabio Vibulano Ambusto • I)               | Libro IV, 47          |
| 415 a.C.                                             | Gaio Valerio Potito Voluso • I                                     | Gaio Valerio Potito Voluso • I                                     | Gaio Valerio Potito Voluso • I                                     | Gneo (o Numerio) Fabio Vibulano • I          | Gneo (o Numerio) Fabio Vibulano • I           | Gneo (o Numerio) Fabio Vibulano • I           | Publio Cornelio Cosso •                       | Publio Cornelio Cosso •                       | Publio Cornelio Cosso •                           | Quinto Quinzio Cincinnato • I                     | Quinto Quinzio Cincinnato • I                     | Quinto Quinzio Cincinnato • I                     | Libro IV, 49          |
| 414 a.C.                                             | Lucio Valerio Potito • I                                           | Lucio Valerio Potito • I                                           | Lucio Valerio Potito • I                                           | Gneo Cornelio Cosso •                        | Gneo Cornelio Cosso •                         | Gneo Cornelio Cosso •                         | Quinto Fabio Vibulano Ambusto • II            | Quinto Fabio Vibulano Ambusto • II            | Quinto Fabio Vibulano Ambusto • II                | Publio Postumio Albino Regillense •               | Publio Postumio Albino Regillense •               | Publio Postumio Albino Regillense •               | Libro IV, 49          |
| 413 a.C. - 409 a.C.: Elezione dei consoli            |                                                                    |                                                                    |                                                                    |                                              |                                               |                                               |                                               |                                               |                                                   |                                                   |                                                   |                                                   |                       |
| 408 a.C.                                             | Gaio Servilio Strutto Ahala • I                                    | Gaio Servilio Strutto Ahala • I                                    | Gaio Servilio Strutto Ahala • I                                    | Gaio Servilio Strutto Ahala • I              | Publio Cornelio Cosso •                       | Publio Cornelio Cosso •                       | Publio Cornelio Cosso •                       | Publio Cornelio Cosso •                       | Gaio Giulio Iullo • I                             | Gaio Giulio Iullo • I                             | Gaio Giulio Iullo • I                             | Gaio Giulio Iullo • I                             | Libro IV, 56          |
| 407 a.C.                                             | Gaio Servilio Strutto Ahala • II                                   | Gaio Servilio Strutto Ahala • II                                   | Gaio Servilio Strutto Ahala • II                                   | Gaio Valerio Potito Voluso • II              | Gaio Valerio Potito Voluso • II               | Gaio Valerio Potito Voluso • II               | Gneo (o Numerio) Fabio Vibulano • II          | Gneo (o Numerio) Fabio Vibulano • II          | Gneo (o Numerio) Fabio Vibulano • II              | Lucio Furio Medullino • I                         | Lucio Furio Medullino • I                         | Lucio Furio Medullino • I                         | Libro IV, 57          |
| 406 a.C.                                             | Publio Cornelio Rutilo Cosso • II                                  | Publio Cornelio Rutilo Cosso • II                                  | Publio Cornelio Rutilo Cosso • II                                  | Lucio Valerio Potito • II                    | Lucio Valerio Potito • II                     | Lucio Valerio Potito • II                     | Gneo Cornelio Cosso • I                       | Gneo Cornelio Cosso • I                       | Gneo Cornelio Cosso • I                           | Gneo (o Numerio) Fabio Ambusto • I                | Gneo (o Numerio) Fabio Ambusto • I                | Gneo (o Numerio) Fabio Ambusto • I                | Libro IV, 58          |
| 405 a.C.                                             | Lucio Furio Medullino • II                                         | Lucio Furio Medullino • II                                         | Lucio Furio Medullino • II                                         | Lucio Furio Medullino • II                   | Gaio Giulio Iullo • II                        | Gaio Giulio Iullo • II                        | Gaio Giulio Iullo • II                        | Gaio Giulio Iullo • II                        | Manio Emilio Mamercino • I                        | Manio Emilio Mamercino • I                        | Manio Emilio Mamercino • I                        | Manio Emilio Mamercino • I                        | Libro IV, 61          |
| 405 a.C.                                             | Aulo Manlio Vulsone Capitolino • I                                 | Aulo Manlio Vulsone Capitolino • I                                 | Aulo Manlio Vulsone Capitolino • I                                 | Aulo Manlio Vulsone Capitolino • I           | Tito Quinzio Capitolino Barbato •             | Tito Quinzio Capitolino Barbato •             | Tito Quinzio Capitolino Barbato •             | Tito Quinzio Capitolino Barbato •             | Quinto Quinzio Cincinnato • II                    | Quinto Quinzio Cincinnato • II                    | Quinto Quinzio Cincinnato • II                    | Quinto Quinzio Cincinnato • II                    | Libro IV, 61          |
| 404 a.C.                                             | Spurio Nauzio Rutilo • III                                         | Spurio Nauzio Rutilo • III                                         | Spurio Nauzio Rutilo • III                                         | Spurio Nauzio Rutilo • III                   | Gaio Valerio Potito Voluso • III              | Gaio Valerio Potito Voluso • III              | Gaio Valerio Potito Voluso • III              | Gaio Valerio Potito Voluso • III              | Gneo Cornelio Cosso • II                          | Gneo Cornelio Cosso • II                          | Gneo Cornelio Cosso • II                          | Gneo Cornelio Cosso • II                          | Libro IV, 61          |
| 404 a.C.                                             | Cesone Fabio Ambusto • I                                           | Cesone Fabio Ambusto • I                                           | Cesone Fabio Ambusto • I                                           | Cesone Fabio Ambusto • I                     | Manio Sergio Fidenate • I                     | Manio Sergio Fidenate • I                     | Manio Sergio Fidenate • I                     | Manio Sergio Fidenate • I                     | Publio Cornelio Maluginense •                     | Publio Cornelio Maluginense •                     | Publio Cornelio Maluginense •                     | Publio Cornelio Maluginense •                     | Libro IV, 61          |
| 403 a.C.                                             | Lucio Valerio Potito • III                                         | Lucio Valerio Potito • III                                         | Lucio Valerio Potito • III                                         | Manio Emilio Mamercino • II                  | Manio Emilio Mamercino • II                   | Manio Emilio Mamercino • II                   | Marco Furio Fuso                              | Marco Furio Fuso                              | Marco Furio Fuso                                  | Lucio Giulio Iullo •                              | Lucio Giulio Iullo •                              | Lucio Giulio Iullo •                              | Libro V, 1            |
| 403 a.C.                                             | Appio Claudio Crasso •                                             | Appio Claudio Crasso •                                             | Appio Claudio Crasso •                                             | Marco Quintilio Varo •                       | Marco Quintilio Varo •                        | Marco Quintilio Varo •                        | Marco Postumio Albino Regillense • II(?)      | Marco Postumio Albino Regillense • II(?)      | Marco Postumio Albino Regillense • II(?)          | Marco Furio Camillo • I(?)                        | Marco Furio Camillo • I(?)                        | Marco Furio Camillo • I(?)                        | Libro V, 1            |
| 402 a.C.                                             | Gaio Servilio Strutto Ahala • III                                  | Gaio Servilio Strutto Ahala • III                                  | Gaio Servilio Strutto Ahala • III                                  | Gaio Servilio Strutto Ahala • III            | Aulo Manlio Vulsone Capitolino • II           | Aulo Manlio Vulsone Capitolino • II           | Aulo Manlio Vulsone Capitolino • II           | Aulo Manlio Vulsone Capitolino • II           | Manio Sergio Fidenate • II                        | Manio Sergio Fidenate • II                        | Manio Sergio Fidenate • II                        | Manio Sergio Fidenate • II                        | Libro V, 8            |
| 402 a.C.                                             | Quinto Sulpicio Camerino Cornuto • I                               | Quinto Sulpicio Camerino Cornuto • I                               | Quinto Sulpicio Camerino Cornuto • I                               | Quinto Sulpicio Camerino Cornuto • I         | Quinto Servilio Fidenate • I                  | Quinto Servilio Fidenate • I                  | Quinto Servilio Fidenate • I                  | Quinto Servilio Fidenate • I                  | Lucio Verginio Tricosto Esquilino •               | Lucio Verginio Tricosto Esquilino •               | Lucio Verginio Tricosto Esquilino •               | Lucio Verginio Tricosto Esquilino •               | Libro V, 8            |
| 401 a.C.                                             | Lucio Valerio Potito • IV                                          | Lucio Valerio Potito • IV                                          | Lucio Valerio Potito • IV                                          | Lucio Valerio Potito • IV                    | Manio Emilio Mamercino • III                  | Manio Emilio Mamercino • III                  | Manio Emilio Mamercino • III                  | Manio Emilio Mamercino • III                  | Gneo Cornelio Cosso • III                         | Gneo Cornelio Cosso • III                         | Gneo Cornelio Cosso • III                         | Gneo Cornelio Cosso • III                         | Libro V, 10           |
| 401 a.C.                                             | Cesone Fabio Ambusto • II                                          | Cesone Fabio Ambusto • II                                          | Cesone Fabio Ambusto • II                                          | Cesone Fabio Ambusto • II                    | Marco Furio Camillo • I (II)?                 | Marco Furio Camillo • I (II)?                 | Marco Furio Camillo • I (II)?                 | Marco Furio Camillo • I (II)?                 | Lucio Giulio Iullo I •                            | Lucio Giulio Iullo I •                            | Lucio Giulio Iullo I •                            | Lucio Giulio Iullo I •                            | Libro V, 10           |
| 400 a.C.                                             | Lucio Titinio Pansa Sacco • I                                      | Lucio Titinio Pansa Sacco • I                                      | Lucio Titinio Pansa Sacco • I                                      | Lucio Titinio Pansa Sacco • I                | Publio Melio Capitolino • I                   | Publio Melio Capitolino • I                   | Publio Melio Capitolino • I                   | Publio Melio Capitolino • I                   | Publio Manlio Vulsone •                           | Publio Manlio Vulsone •                           | Publio Manlio Vulsone •                           | Publio Manlio Vulsone •                           | Libro V, 12           |
| 400 a.C.                                             | Publio Licinio Calvo Esquilino •                                   | Publio Licinio Calvo Esquilino •                                   | Publio Licinio Calvo Esquilino •                                   | Publio Licinio Calvo Esquilino •             | Spurio Furio Medullino •                      | Spurio Furio Medullino •                      | Spurio Furio Medullino •                      | Spurio Furio Medullino •                      | Lucio Publilio Filone Volsco •                    | Lucio Publilio Filone Volsco •                    | Lucio Publilio Filone Volsco •                    | Lucio Publilio Filone Volsco •                    | Libro V, 12           |
| 399 a.C.                                             | Gneo Genucio Augurino (•/• ?) I                                    | Gneo Genucio Augurino (•/• ?) I                                    | Gneo Genucio Augurino (•/• ?) I                                    | Gneo Genucio Augurino (•/• ?) I              | Lucio Atilio Prisco (•/• ?) I                 | Lucio Atilio Prisco (•/• ?) I                 | Lucio Atilio Prisco (•/• ?) I                 | Lucio Atilio Prisco (•/• ?) I                 | Marco Veturio Crasso Cicurino •                   | Marco Veturio Crasso Cicurino •                   | Marco Veturio Crasso Cicurino •                   | Marco Veturio Crasso Cicurino •                   | Libro V, 13           |
| 399 a.C.                                             | Volero Publilio Filone •                                           | Volero Publilio Filone •                                           | Volero Publilio Filone •                                           | Volero Publilio Filone •                     | Marco Pomponio Rufo •                         | Marco Pomponio Rufo •                         | Marco Pomponio Rufo •                         | Marco Pomponio Rufo •                         | () Gaio (o Gneo) Duilio Longo •                   | () Gaio (o Gneo) Duilio Longo •                   | () Gaio (o Gneo) Duilio Longo •                   | () Gaio (o Gneo) Duilio Longo •                   | Libro V, 13           |
| 398 a.C.                                             | Lucio Valerio Potito • V                                           | Lucio Valerio Potito • V                                           | Lucio Valerio Potito • V                                           | Lucio Valerio Potito • V                     | Lucio Furio Medullino • III                   | Lucio Furio Medullino • III                   | Lucio Furio Medullino • III                   | Lucio Furio Medullino • III                   | Marco Furio Camillo • II (III)?                   | Marco Furio Camillo • II (III)?                   | Marco Furio Camillo • II (III)?                   | Marco Furio Camillo • II (III)?                   | Libro V, 14           |
| 398 a.C.                                             | Quinto Servilio Fidenate • II                                      | Quinto Servilio Fidenate • II                                      | Quinto Servilio Fidenate • II                                      | Quinto Servilio Fidenate • II                | Quinto Sulpicio Camerino Cornuto • II         | Quinto Sulpicio Camerino Cornuto • II         | Quinto Sulpicio Camerino Cornuto • II         | Quinto Sulpicio Camerino Cornuto • II         | Marco Valerio Lactucino Massimo • I               | Marco Valerio Lactucino Massimo • I               | Marco Valerio Lactucino Massimo • I               | Marco Valerio Lactucino Massimo • I               | Libro V, 14           |
| 397 a.C.                                             | Lucio Furio Medullino • IV                                         | Lucio Furio Medullino • IV                                         | Lucio Furio Medullino • IV                                         | Lucio Furio Medullino • IV                   | Aulo Manlio Vulsone Capitolino • III          | Aulo Manlio Vulsone Capitolino • III          | Aulo Manlio Vulsone Capitolino • III          | Aulo Manlio Vulsone Capitolino • III          | Lucio Giulio Iullo • II                           | Lucio Giulio Iullo • II                           | Lucio Giulio Iullo • II                           | Lucio Giulio Iullo • II                           | Libro V, 16           |
| 397 a.C.                                             | Publio Cornelio Maluginense • I                                    | Publio Cornelio Maluginense • I                                    | Publio Cornelio Maluginense • I                                    | Publio Cornelio Maluginense • I              | Aulo Postumio Albino Regillense •             | Aulo Postumio Albino Regillense •             | Aulo Postumio Albino Regillense •             | Aulo Postumio Albino Regillense •             | Lucio Sergio Fidenate •                           | Lucio Sergio Fidenate •                           | Lucio Sergio Fidenate •                           | Lucio Sergio Fidenate •                           | Libro V, 16           |
| 396 a.C.                                             | Publio Melio Capitolino • II                                       | Publio Melio Capitolino • II                                       | Publio Melio Capitolino • II                                       | Publio Melio Capitolino • II                 | Lucio Titinio Pansa Sacco • II                | Lucio Titinio Pansa Sacco • II                | Lucio Titinio Pansa Sacco • II                | Lucio Titinio Pansa Sacco • II                | Quinto (o Publio) Manlio Vulsone Capitolino •     | Quinto (o Publio) Manlio Vulsone Capitolino •     | Quinto (o Publio) Manlio Vulsone Capitolino •     | Quinto (o Publio) Manlio Vulsone Capitolino •     | Libro V, 18           |
| 396 a.C.                                             | Gneo Genucio Augurino(•/• ?) II                                    | Gneo Genucio Augurino(•/• ?) II                                    | Gneo Genucio Augurino(•/• ?) II                                    | Gneo Genucio Augurino(•/• ?) II              | Lucio Atilio Prisco(•/• ?) II                 | Lucio Atilio Prisco(•/• ?) II                 | Lucio Atilio Prisco(•/• ?) II                 | Lucio Atilio Prisco(•/• ?) II                 | Publio Licinio Calvo Esquilino •                  | Publio Licinio Calvo Esquilino •                  | Publio Licinio Calvo Esquilino •                  | Publio Licinio Calvo Esquilino •                  | Libro V, 18           |
| 395 a.C.                                             | Lucio Furio Medullino • V                                          | Lucio Furio Medullino • V                                          | Lucio Furio Medullino • V                                          | Lucio Furio Medullino • V                    | Cesone Fabio Ambusto • III                    | Cesone Fabio Ambusto • III                    | Cesone Fabio Ambusto • III                    | Cesone Fabio Ambusto • III                    | Quinto Servilio Fidenate • III                    | Quinto Servilio Fidenate • III                    | Quinto Servilio Fidenate • III                    | Quinto Servilio Fidenate • III                    | Libro V, 24           |
| 395 a.C.                                             | Marco Valerio Lactucino Massimo • II                               | Marco Valerio Lactucino Massimo • II                               | Marco Valerio Lactucino Massimo • II                               | Marco Valerio Lactucino Massimo • II         | Publio Cornelio Scipione • I                  | Publio Cornelio Scipione • I                  | Publio Cornelio Scipione • I                  | Publio Cornelio Scipione • I                  | Publio Cornelio Maluginense Cosso •               | Publio Cornelio Maluginense Cosso •               | Publio Cornelio Maluginense Cosso •               | Publio Cornelio Maluginense Cosso •               | Libro V, 24           |
| 394 a.C.                                             | Lucio Furio Medullino • VI                                         | Lucio Furio Medullino • VI                                         | Lucio Furio Medullino • VI                                         | Lucio Furio Medullino • VI                   | Marco Furio Camillo • III (IV)?               | Marco Furio Camillo • III (IV)?               | Marco Furio Camillo • III (IV)?               | Marco Furio Camillo • III (IV)?               | Publio Cornelio • o Publio Cornelio Scipione • II | Publio Cornelio • o Publio Cornelio Scipione • II | Publio Cornelio • o Publio Cornelio Scipione • II | Publio Cornelio • o Publio Cornelio Scipione • II | Libro V, 26           |
| 394 a.C.                                             | Gaio Emilio Mamercino • I                                          | Gaio Emilio Mamercino • I                                          | Gaio Emilio Mamercino • I                                          | Gaio Emilio Mamercino • I                    | Lucio Valerio Publicola • I                   | Lucio Valerio Publicola • I                   | Lucio Valerio Publicola • I                   | Lucio Valerio Publicola • I                   | Spurio Postumio Albino Regillense •               | Spurio Postumio Albino Regillense •               | Spurio Postumio Albino Regillense •               | Spurio Postumio Albino Regillense •               | Libro V, 26           |
| 393 a.C. - 392 a.C.: Elezione dei consoli            |                                                                    |                                                                    |                                                                    |                                              |                                               |                                               |                                               |                                               |                                                   |                                                   |                                                   |                                                   |                       |
| 391 a.C.                                             | Lucio Furio Medullino • VII                                        | Lucio Furio Medullino • VII                                        | Lucio Furio Medullino • VII                                        | Lucio Furio Medullino • VII                  | Gaio Emilio Mamercino • II                    | Gaio Emilio Mamercino • II                    | Gaio Emilio Mamercino • II                    | Gaio Emilio Mamercino • II                    | Lucio Lucrezio Tricipitino Flavo • I              | Lucio Lucrezio Tricipitino Flavo • I              | Lucio Lucrezio Tricipitino Flavo • I              | Lucio Lucrezio Tricipitino Flavo • I              | Libro V, 32           |
| 391 a.C.                                             | Servio Sulpicio Camerino •                                         | Servio Sulpicio Camerino •                                         | Servio Sulpicio Camerino •                                         | Servio Sulpicio Camerino •                   | Lucio (o Marco) Emilio Mamercino • (I)?       | Lucio (o Marco) Emilio Mamercino • (I)?       | Lucio (o Marco) Emilio Mamercino • (I)?       | Lucio (o Marco) Emilio Mamercino • (I)?       | Agrippa Furio Fuso •                              | Agrippa Furio Fuso •                              | Agrippa Furio Fuso •                              | Agrippa Furio Fuso •                              | Libro V, 32           |
| 390 a.C.                                             | Quinto Servilio Fidenate • IV                                      | Quinto Servilio Fidenate • IV                                      | Quinto Servilio Fidenate • IV                                      | Quinto Servilio Fidenate • IV                | Cesone Fabio Ambusto • IV                     | Cesone Fabio Ambusto • IV                     | Cesone Fabio Ambusto • IV                     | Cesone Fabio Ambusto • IV                     | Gneo (o Numerio) Fabio Ambusto • II               | Gneo (o Numerio) Fabio Ambusto • II               | Gneo (o Numerio) Fabio Ambusto • II               | Gneo (o Numerio) Fabio Ambusto • II               | Libro V, 36           |
| 390 a.C.                                             | Publio Cornelio Maluginense • II                                   | Publio Cornelio Maluginense • II                                   | Publio Cornelio Maluginense • II                                   | Publio Cornelio Maluginense • II             | Quinto Fabio Ambusto •                        | Quinto Fabio Ambusto •                        | Quinto Fabio Ambusto •                        | Quinto Fabio Ambusto •                        | Quinto Sulpicio Longo •                           | Quinto Sulpicio Longo •                           | Quinto Sulpicio Longo •                           | Quinto Sulpicio Longo •                           | Libro V, 36           |
| 389 a.C.                                             | Lucio Valerio Publicola • II                                       | Lucio Valerio Publicola • II                                       | Lucio Valerio Publicola • II                                       | Lucio Valerio Publicola • II                 | Publio Cornelio • I                           | Publio Cornelio • I                           | Publio Cornelio • I                           | Publio Cornelio • I                           | Aulo Manlio Capitolino • I                        | Aulo Manlio Capitolino • I                        | Aulo Manlio Capitolino • I                        | Aulo Manlio Capitolino • I                        | Libro VI, 1           |
| 389 a.C.                                             | Lucio Postumio Albino Regillense • I                               | Lucio Postumio Albino Regillense • I                               | Lucio Postumio Albino Regillense • I                               | Lucio Postumio Albino Regillense • I         | Lucio (o Marco) Emilio Mamercino • I (II)?    | Lucio (o Marco) Emilio Mamercino • I (II)?    | Lucio (o Marco) Emilio Mamercino • I (II)?    | Lucio (o Marco) Emilio Mamercino • I (II)?    | Lucio Verginio Tricosto •                         | Lucio Verginio Tricosto •                         | Lucio Verginio Tricosto •                         | Lucio Verginio Tricosto •                         | Libro VI, 1           |
| 388 a.C.                                             | Quinto Servilio Fidenate • V                                       | Quinto Servilio Fidenate • V                                       | Quinto Servilio Fidenate • V                                       | Quinto Servilio Fidenate • V                 | Lucio Giulio Iullo • I                        | Lucio Giulio Iullo • I                        | Lucio Giulio Iullo • I                        | Lucio Giulio Iullo • I                        | Tito Quinzio Cincinnato Capitolino • I            | Tito Quinzio Cincinnato Capitolino • I            | Tito Quinzio Cincinnato Capitolino • I            | Tito Quinzio Cincinnato Capitolino • I            | Libro VI, 4           |
| 388 a.C.                                             | Servio Sulpicio Rufo • I                                           | Servio Sulpicio Rufo • I                                           | Servio Sulpicio Rufo • I                                           | Servio Sulpicio Rufo • I                     | Lucio Lucrezio Tricipitino Flavo • II         | Lucio Lucrezio Tricipitino Flavo • II         | Lucio Lucrezio Tricipitino Flavo • II         | Lucio Lucrezio Tricipitino Flavo • II         | Lucio Aquilio Corvo •                             | Lucio Aquilio Corvo •                             | Lucio Aquilio Corvo •                             | Lucio Aquilio Corvo •                             | Libro VI, 4           |
| 387 a.C.                                             | Lucio Valerio Publicola • III                                      | Lucio Valerio Publicola • III                                      | Lucio Valerio Publicola • III                                      | Lucio Valerio Publicola • III                | Lucio (o Marco) Emilio Mamercino • II (III)?  | Lucio (o Marco) Emilio Mamercino • II (III)?  | Lucio (o Marco) Emilio Mamercino • II (III)?  | Lucio (o Marco) Emilio Mamercino • II (III)?  | Lucio Papirio Cursore • I                         | Lucio Papirio Cursore • I                         | Lucio Papirio Cursore • I                         | Lucio Papirio Cursore • I                         | Libro VI, 5           |
| 387 a.C.                                             | (Cnaeus) Gaio Sergio Fidenate Cosso • I                            | (Cnaeus) Gaio Sergio Fidenate Cosso • I                            | (Cnaeus) Gaio Sergio Fidenate Cosso • I                            | (Cnaeus) Gaio Sergio Fidenate Cosso • I      | (Licino Menenzio) Lucio Menenio Lanato • I    | (Licino Menenzio) Lucio Menenio Lanato • I    | (Licino Menenzio) Lucio Menenio Lanato • I    | (Licino Menenzio) Lucio Menenio Lanato • I    | (Lucius) Gaio Cornelio •                          | (Lucius) Gaio Cornelio •                          | (Lucius) Gaio Cornelio •                          | (Lucius) Gaio Cornelio •                          | Libro VI, 5           |
| 386 a.C.                                             | Quinto Servilio Fidenate • VI                                      | Quinto Servilio Fidenate • VI                                      | Quinto Servilio Fidenate • VI                                      | Quinto Servilio Fidenate • VI                | Marco Furio Camillo • IV (V)?                 | Marco Furio Camillo • IV (V)?                 | Marco Furio Camillo • IV (V)?                 | Marco Furio Camillo • IV (V)?                 | Servio Cornelio Maluginense • II                  | Servio Cornelio Maluginense • II                  | Servio Cornelio Maluginense • II                  | Servio Cornelio Maluginense • II                  | Libro VI, 6           |
| 386 a.C.                                             | Lucio Quinto Cincinnato Capitolino • I                             | Lucio Quinto Cincinnato Capitolino • I                             | Lucio Quinto Cincinnato Capitolino • I                             | Lucio Quinto Cincinnato Capitolino • I       | Publio Valerio Potito Publicola • I           | Publio Valerio Potito Publicola • I           | Publio Valerio Potito Publicola • I           | Publio Valerio Potito Publicola • I           | Lucio Orazio Pulvillo •                           | Lucio Orazio Pulvillo •                           | Lucio Orazio Pulvillo •                           | Lucio Orazio Pulvillo •                           | Libro VI, 6           |
| 385 a.C.                                             | Aulo Manlio Capitolino • II                                        | Aulo Manlio Capitolino • II                                        | Aulo Manlio Capitolino • II                                        | Aulo Manlio Capitolino • II                  | Lucio Papirio Cursore • II                    | Lucio Papirio Cursore • II                    | Lucio Papirio Cursore • II                    | Lucio Papirio Cursore • II                    | Publio Cornelio • II                              | Publio Cornelio • II                              | Publio Cornelio • II                              | Publio Cornelio • II                              | Libro VI, 11          |
| 385 a.C.                                             | Lucio Quinzio Cincinnato Capitolino • II                           | Lucio Quinzio Cincinnato Capitolino • II                           | Lucio Quinzio Cincinnato Capitolino • II                           | Lucio Quinzio Cincinnato Capitolino • II     | (Cnaeus) Gaio Sergio Fidenate Cosso • II      | (Cnaeus) Gaio Sergio Fidenate Cosso • II      | (Cnaeus) Gaio Sergio Fidenate Cosso • II      | (Cnaeus) Gaio Sergio Fidenate Cosso • II      | Tito Quinzio Cincinnato Capitolino • II           | Tito Quinzio Cincinnato Capitolino • II           | Tito Quinzio Cincinnato Capitolino • II           | Tito Quinzio Cincinnato Capitolino • II           | Libro VI, 11          |
| 384 a.C.                                             | Marco Furio Camillo • V (VI)?                                      | Marco Furio Camillo • V (VI)?                                      | Marco Furio Camillo • V (VI)?                                      | Marco Furio Camillo • V (VI)?                | Servio Cornelio Maluginense • III             | Servio Cornelio Maluginense • III             | Servio Cornelio Maluginense • III             | Servio Cornelio Maluginense • III             | Publio Valerio Potito Publicola • II              | Publio Valerio Potito Publicola • II              | Publio Valerio Potito Publicola • II              | Publio Valerio Potito Publicola • II              | Libro VI, 18          |
| 384 a.C.                                             | Servio Sulpicio Rufo • II                                          | Servio Sulpicio Rufo • II                                          | Servio Sulpicio Rufo • II                                          | Servio Sulpicio Rufo • II                    | Tito Quinzio Cincinnato Capitolino • III      | Tito Quinzio Cincinnato Capitolino • III      | Tito Quinzio Cincinnato Capitolino • III      | Tito Quinzio Cincinnato Capitolino • III      | Gaio Papirio Crasso •                             | Gaio Papirio Crasso •                             | Gaio Papirio Crasso •                             | Gaio Papirio Crasso •                             | Libro VI, 18          |
| 383 a.C.                                             | Lucio Valerio Publicola • IV                                       | Lucio Valerio Publicola • IV                                       | Lucio Valerio Publicola • IV                                       | Lucio Valerio Publicola • IV                 | Aulo Manlio Capitolino • III                  | Aulo Manlio Capitolino • III                  | Aulo Manlio Capitolino • III                  | Aulo Manlio Capitolino • III                  | Servio Sulpicio Rufo • III                        | Servio Sulpicio Rufo • III                        | Servio Sulpicio Rufo • III                        | Servio Sulpicio Rufo • III                        | Libro VI, 21          |
| 383 a.C.                                             | Lucio (o Marco) Emilio Mamercino • III (IV)?                       | Lucio (o Marco) Emilio Mamercino • III (IV)?                       | Lucio (o Marco) Emilio Mamercino • III (IV)?                       | Lucio (o Marco) Emilio Mamercino • III (IV)? | Lucio Lucrezio Tricipitino Flavo • III        | Lucio Lucrezio Tricipitino Flavo • III        | Lucio Lucrezio Tricipitino Flavo • III        | Lucio Lucrezio Tricipitino Flavo • III        | Marco Trebonio •                                  | Marco Trebonio •                                  | Marco Trebonio •                                  | Marco Trebonio •                                  | Libro VI, 21          |
| 382 a.C.                                             | Servio Cornelio Maluginense • IV                                   | Servio Cornelio Maluginense • IV                                   | Servio Cornelio Maluginense • IV                                   | Servio Cornelio Maluginense • IV             | Lucio (o Marco) Emilio Mamercino • IV (V)?    | Lucio (o Marco) Emilio Mamercino • IV (V)?    | Lucio (o Marco) Emilio Mamercino • IV (V)?    | Lucio (o Marco) Emilio Mamercino • IV (V)?    | Lucio Papirio Mugillano • (I)                     | Lucio Papirio Mugillano • (I)                     | Lucio Papirio Mugillano • (I)                     | Lucio Papirio Mugillano • (I)                     | Libro VI, 22          |
| 382 a.C.                                             | Quinto Servilio Fidenate • I                                       | Quinto Servilio Fidenate • I                                       | Quinto Servilio Fidenate • I                                       | Quinto Servilio Fidenate • I                 | Spurio Papirio Crasso •                       | Spurio Papirio Crasso •                       | Spurio Papirio Crasso •                       | Spurio Papirio Crasso •                       | (Caius) Servio Sulpicio Camerino •                | (Caius) Servio Sulpicio Camerino •                | (Caius) Servio Sulpicio Camerino •                | (Caius) Servio Sulpicio Camerino •                | Libro VI, 22          |
| 381 a.C.                                             | Marco Furio Camillo • VI (VII)?                                    | Marco Furio Camillo • VI (VII)?                                    | Marco Furio Camillo • VI (VII)?                                    | Marco Furio Camillo • VI (VII)?              | Lucio Lucrezio Tricipitino Flavo • IV         | Lucio Lucrezio Tricipitino Flavo • IV         | Lucio Lucrezio Tricipitino Flavo • IV         | Lucio Lucrezio Tricipitino Flavo • IV         | Lucio Postumio Albino Regillense • II             | Lucio Postumio Albino Regillense • II             | Lucio Postumio Albino Regillense • II             | Lucio Postumio Albino Regillense • II             | Libro VI, 22          |
| 381 a.C.                                             | Lucio Furio Medullino Fusso • I                                    | Lucio Furio Medullino Fusso • I                                    | Lucio Furio Medullino Fusso • I                                    | Lucio Furio Medullino Fusso • I              | Marco Fabio Ambusto • I                       | Marco Fabio Ambusto • I                       | Marco Fabio Ambusto • I                       | Marco Fabio Ambusto • I                       | Aulo Postumio Albino Regillense •                 | Aulo Postumio Albino Regillense •                 | Aulo Postumio Albino Regillense •                 | Aulo Postumio Albino Regillense •                 | Libro VI, 22          |
| 380 a.C.                                             | Lucio Valerio Publicola • V                                        | Lucio Valerio Publicola • V                                        | Lucio Valerio Publicola • V                                        | Lucio Valerio Publicola • V                  | Servio Cornelio Maluginense • IV              | Servio Cornelio Maluginense • IV              | Servio Cornelio Maluginense • IV              | Servio Cornelio Maluginense • IV              | Publio Valerio Potito Publicola • III             | Publio Valerio Potito Publicola • III             | Publio Valerio Potito Publicola • III             | Publio Valerio Potito Publicola • III             | Libro VI, 27          |
| 380 a.C.                                             | (Lucio) Spurio Papirio Cursore (II)                                | (Lucio) Spurio Papirio Cursore (II)                                | (Lucio) Spurio Papirio Cursore (II)                                | (Lucio) Spurio Papirio Cursore (II)          | (Cnaeus) Gaio Sergio Fidenate Cosso III       | (Cnaeus) Gaio Sergio Fidenate Cosso III       | (Cnaeus) Gaio Sergio Fidenate Cosso III       | (Cnaeus) Gaio Sergio Fidenate Cosso III       | (Licino Menenzio) Lucio Menenio Lanato • II       | (Licino Menenzio) Lucio Menenio Lanato • II       | (Licino Menenzio) Lucio Menenio Lanato • II       | (Licino Menenzio) Lucio Menenio Lanato • II       | Libro VI, 27          |
| 380 a.C.                                             | Lucio (o Marco) Emilio Mamercino • V (VI)?                         | Lucio (o Marco) Emilio Mamercino • V (VI)?                         | Lucio (o Marco) Emilio Mamercino • V (VI)?                         | Lucio (o Marco) Emilio Mamercino • V (VI)?   | (Gaio Sulpicio Petico •)                      | (Gaio Sulpicio Petico •)                      | (Gaio Sulpicio Petico •)                      | (Gaio Sulpicio Petico •)                      | (Tito Papirio Crasso •)                           | (Tito Papirio Crasso •)                           | (Tito Papirio Crasso •)                           | (Tito Papirio Crasso •)                           | Libro VI, 27          |
| 379 a.C.                                             | Lucio Giulio Iullo • II                                            | Lucio Giulio Iullo • II                                            | Lucio Giulio Iullo • II                                            | Lucio Giulio Iullo • II                      | Publio Manlio Capitolino • I                  | Publio Manlio Capitolino • I                  | Publio Manlio Capitolino • I                  | Publio Manlio Capitolino • I                  | Gaio Manlio Capitolino •                          | Gaio Manlio Capitolino •                          | Gaio Manlio Capitolino •                          | Gaio Manlio Capitolino •                          | Libro VI, 30          |
| 379 a.C.                                             | Gaio Sestilio •                                                    | Gaio Sestilio •                                                    | Gaio Sestilio •                                                    | Gaio Sestilio •                              | Marco Albinio •                               | Marco Albinio •                               | Marco Albinio •                               | Marco Albinio •                               | Lucio Antistio •                                  | Lucio Antistio •                                  | Lucio Antistio •                                  | Lucio Antistio •                                  | Libro VI, 30          |
| 378 a.C.                                             | Quinto Servilio Fidenate • II                                      | Quinto Servilio Fidenate • II                                      | Quinto Servilio Fidenate • II                                      | Quinto Servilio Fidenate • II                | Publio Clelio Sículo •                        | Publio Clelio Sículo •                        | Publio Clelio Sículo •                        | Publio Clelio Sículo •                        | Lucio Geganio Macerino •                          | Lucio Geganio Macerino •                          | Lucio Geganio Macerino •                          | Lucio Geganio Macerino •                          | Libro VI, 31          |
| 378 a.C.                                             | Spurio Furio Medullino •                                           | Spurio Furio Medullino •                                           | Spurio Furio Medullino •                                           | Spurio Furio Medullino •                     | Gaio Licinio • o Licino Menenzio Lanato • III | Gaio Licinio • o Licino Menenzio Lanato • III | Gaio Licinio • o Licino Menenzio Lanato • III | Gaio Licinio • o Licino Menenzio Lanato • III | Marco Orazio •                                    | Marco Orazio •                                    | Marco Orazio •                                    | Marco Orazio •                                    | Libro VI, 31          |
| 377 a.C.                                             | Lucio Emilio Mamercino • V (VII)                                   | Lucio Emilio Mamercino • V (VII)                                   | Lucio Emilio Mamercino • V (VII)                                   | Lucio Emilio Mamercino • V (VII)             | Publio Valerio Potito Publicola • IV          | Publio Valerio Potito Publicola • IV          | Publio Valerio Potito Publicola • IV          | Publio Valerio Potito Publicola • IV          | Lucio Quinzio Cincinnato Capitolino • III         | Lucio Quinzio Cincinnato Capitolino • III         | Lucio Quinzio Cincinnato Capitolino • III         | Lucio Quinzio Cincinnato Capitolino • III         | Libro VI, 32          |
| 377 a.C.                                             | Servio Sulpicio Pretestato • I                                     | Servio Sulpicio Pretestato • I                                     | Servio Sulpicio Pretestato • I                                     | Servio Sulpicio Pretestato • I               | Gaio Veturio Crasso Cicurino • I              | Gaio Veturio Crasso Cicurino • I              | Gaio Veturio Crasso Cicurino • I              | Gaio Veturio Crasso Cicurino • I              | Gaio Quinzio Cincinnato •                         | Gaio Quinzio Cincinnato •                         | Gaio Quinzio Cincinnato •                         | Gaio Quinzio Cincinnato •                         | Libro VI, 32          |
| 376 a.C.                                             | Servio Cornelio Maluginense • V                                    | Servio Cornelio Maluginense • V                                    | Servio Cornelio Maluginense • V                                    | Licino Menenzio Lanato • IV                  | Licino Menenzio Lanato • IV                   | Licino Menenzio Lanato • IV                   | Servio Sulpicio Pretestato • II               | Servio Sulpicio Pretestato • II               | Servio Sulpicio Pretestato • II                   | Lucio Papirio Mugillano • II                      | Lucio Papirio Mugillano • II                      | Lucio Papirio Mugillano • II                      | ?                     |
| 375 a.C. - 371 a.C.: Blocco delle elezioni           |                                                                    |                                                                    |                                                                    |                                              |                                               |                                               |                                               |                                               |                                                   |                                                   |                                                   |                                                   |                       |
| 370 a.C.                                             | Servio Cornelio Maluginense • VI                                   | Servio Cornelio Maluginense • VI                                   | Servio Cornelio Maluginense • VI                                   | Servio Cornelio Maluginense • VI             | Publio Valerio Potito Publicola • V           | Publio Valerio Potito Publicola • V           | Publio Valerio Potito Publicola • V           | Publio Valerio Potito Publicola • V           | Aulo Manlio Capitolino • IV                       | Aulo Manlio Capitolino • IV                       | Aulo Manlio Capitolino • IV                       | Aulo Manlio Capitolino • IV                       | Libro VI, 36          |
| 370 a.C.                                             | Servio Sulpicio Pretestato • III                                   | Servio Sulpicio Pretestato • III                                   | Servio Sulpicio Pretestato • III                                   | Servio Sulpicio Pretestato • III             | Lucio Furio Medullino Fusso • II              | Lucio Furio Medullino Fusso • II              | Lucio Furio Medullino Fusso • II              | Lucio Furio Medullino Fusso • II              | Gaio Valerio Potito •                             | Gaio Valerio Potito •                             | Gaio Valerio Potito •                             | Gaio Valerio Potito •                             | Libro VI, 36          |
| 369 a.C.                                             | Quinto Servilio Fidenate • III                                     | Quinto Servilio Fidenate • III                                     | Quinto Servilio Fidenate • III                                     | Quinto Servilio Fidenate • III               | Gaio Veturio Crasso Cicurino • II             | Gaio Veturio Crasso Cicurino • II             | Gaio Veturio Crasso Cicurino • II             | Gaio Veturio Crasso Cicurino • II             | Marco Fabio Ambusto • II                          | Marco Fabio Ambusto • II                          | Marco Fabio Ambusto • II                          | Marco Fabio Ambusto • II                          | Libro VI, 36          |
| 369 a.C.                                             | Aulo Cornelio Cosso • I                                            | Aulo Cornelio Cosso • I                                            | Aulo Cornelio Cosso • I                                            | Aulo Cornelio Cosso • I                      | Marco Cornelio Maluginense • I                | Marco Cornelio Maluginense • I                | Marco Cornelio Maluginense • I                | Marco Cornelio Maluginense • I                | Quinto Quinzio Cincinnato •                       | Quinto Quinzio Cincinnato •                       | Quinto Quinzio Cincinnato •                       | Quinto Quinzio Cincinnato •                       | Libro VI, 36          |
| 368 a.C.                                             | Servio Cornelio Maluginense • VII                                  | Servio Cornelio Maluginense • VII                                  | Servio Cornelio Maluginense • VII                                  | Servio Cornelio Maluginense • VII            | Servio Sulpicio Pretestato • IV               | Servio Sulpicio Pretestato • IV               | Servio Sulpicio Pretestato • IV               | Servio Sulpicio Pretestato • IV               | Lucio Veturio Crasso Cicurino • I                 | Lucio Veturio Crasso Cicurino • I                 | Lucio Veturio Crasso Cicurino • I                 | Lucio Veturio Crasso Cicurino • I                 | Libro VI, 38          |
| 368 a.C.                                             | Tito Quinzio Cincinnato Capitolino •                               | Tito Quinzio Cincinnato Capitolino •                               | Tito Quinzio Cincinnato Capitolino •                               | Tito Quinzio Cincinnato Capitolino •         | Spurio Servilio Strutto •                     | Spurio Servilio Strutto •                     | Spurio Servilio Strutto •                     | Spurio Servilio Strutto •                     | Lucio Papirio Crasso •                            | Lucio Papirio Crasso •                            | Lucio Papirio Crasso •                            | Lucio Papirio Crasso •                            | Libro VI, 38          |
| 367 a.C.                                             | Publio Valerio Potito Publicola • VI                               | Publio Valerio Potito Publicola • VI                               | Publio Valerio Potito Publicola • VI                               | Publio Valerio Potito Publicola • VI         | Aulo Cornelio Cosso • II                      | Aulo Cornelio Cosso • II                      | Aulo Cornelio Cosso • II                      | Aulo Cornelio Cosso • II                      | Publio Manlio Capitolino • II                     | Publio Manlio Capitolino • II                     | Publio Manlio Capitolino • II                     | Publio Manlio Capitolino • II                     | Libro VI, 42          |
| 367 a.C.                                             | Marco Cornelio Maluginense • II                                    | Marco Cornelio Maluginense • II                                    | Marco Cornelio Maluginense • II                                    | Marco Cornelio Maluginense • II              | Lucio Veturio Crasso Cicurino • II            | Lucio Veturio Crasso Cicurino • II            | Lucio Veturio Crasso Cicurino • II            | Lucio Veturio Crasso Cicurino • II            | Marco Geganio Macerino •                          | Marco Geganio Macerino •                          | Marco Geganio Macerino •                          | Marco Geganio Macerino •                          | Libro VI, 42          |
|                                                      |                                                                    |                                                                    |                                                                    |                                              |                                               |                                               |                                               |                                               |                                                   |                                                   |                                                   |                                                   |                       |